# Wolfgang Baumann (Rechtsanwalt)
Wolfgang Baumann (* 13. Juli 1949 in Schweinfurt) ist ein Fachanwalt für Verwaltungsrecht, Umweltaktivist und seit 2014 Mitglied des Würzburger Stadtrates für die Gruppierung Zukunft für Würzburg.

## Leben
Der Sohn des ehemaligen CSU-Landtagsabgeordneten Wilhelm Baumann wurde in der Abiturzeitung noch als „Rechtsintellektueller“ geschmäht. Baumann erhielt ein Stipendium der Konrad-Adenauer-Stiftung und studierte von 1968 bis 1972 Rechtswissenschaften und Staatswissenschaften in Würzburg und Regensburg. Nach dem 2. Staatsexamen war er von 1975 bis 1982 wissenschaftlicher Assistent am Lehrstuhl für deutsches und ausländisches öffentliches Recht, Wirtschaftsverwaltungs- und Europarecht an der Universität Würzburg. 1983 gründete er seine bundesweit tätige Rechtsanwaltskanzlei Baumann Rechtsanwälte - Kanzlei für Verwaltungsrecht. Seit 1989 ist Baumann Fachanwalt für Verwaltungsrecht.
Baumann traf seine Berufswahl unter dem Aspekt, etwas nachhaltig für die Umwelt und die Gesundheit der Menschen zu erreichen.

## Anwalt bei Großprojekten
Gleich nach der Eröffnung seiner Anwalts-Kanzlei 1983 konnte Baumann aufgrund der einschlägigen wissenschaftlichen Tätigkeit bundesweit Aufträge im Atomrecht und auch im sonstigen technischen Umweltrecht beschaffen.

### Wiederaufarbeitungsanlage Wackersdorf
Baumann war durch die 68er-Bewegung bereits politisiert und interessierte sich während des Studiums besonders für Atomrecht, da nahe seiner Heimatstadt Schweinfurt das Kernkraftwerk Grafenrheinfeld gebaut wurde.
Er vertrat in den 1980er Jahren die Gegner der geplanten atomaren Wiederaufarbeitungsanlage Wackersdorf (WAA) und erlangte so bundesweite Bekanntheit. Die Klagen gegen den Bebauungsplan und gegen die erste Teilerrichtungsgenehmigung (TEG) der WAA waren „die ersten großen, öffentlich beachteten Prozesse seiner Karriere“. Er vertrat unter anderem auch den klageberechtigten WAA-Anlieger Michael Meier, der sich standhaft weigerte, seine Grundstücke zu verkaufen und auf dessen Grundstück das Franziskus-Marterl der WAA-Gegner errichtet wurde. Mit weit über 30 Klagen kämpfte Baumann „auf allen Ebenen um einen Baustopp“ der WAA. Baumann hielt die WAA für „nicht genehmigungsfähig“ und kritisierte u. a. die mangelnde Erdbebensicherheit.
Beim zweiten WAA-Erörterungstermin 1988 in Neunburg vorm Wald vertrat Baumann die rechtlichen Interessen der WAA-Gegner. Baumann rechnete vor, dass die Genehmigungsbehörde sich zur Begutachtung der 880.000 Einwendungen pro Einspruch gerade sieben Sekunden Zeit genommen hätte. Auch den vorzeitigen Abbruch des Anhörungs-Termins kritisierte Baumann aufs schärfste.
Der juristische Protest Baumanns gegen die WAA zeigte teilweise Erfolge. So hob der Bayerische Verwaltungsgerichtshof im April 1987 die erste Teilerrichtungsgenehmigung auf.

### Weitere Rechtsbeistände
Baumann begleitete auch weitere große Anlagen- und Infrastrukturplanungen wie die Kernkraftwerke Mülheim-Kärlich, Grafenrheinfeld und Gundremmingen sowie die Flughäfen Berlin Brandenburg und Frankfurt Main.

## Kommunalpolitisches Engagement
Aus seinem Engagement in der Umwelt- und Gesundheitsinitiative Würzburg-Tunnel e.V. heraus, wurde er Mitbegründer der überparteilichen Wählergemeinschaft Zukunft für Würzburg (ZfW). Sie gründete sich kurz vor der Kommunalwahl 2014 und
Baumann trat als einer von fünf Bewerbern für das Würzburger Oberbürgermeisteramt an. Er kam nicht in die Stichwahl, wurde aber in den Würzburger Stadtrat gewählt.

## Ehrenamtliches Engagement
- seit 1991 Beiratsmitglied bei der interdisziplinären Gesellschaft für Umweltmedizin (IGUMED) e.V.
- Gründungsmitglied der Deutschen Gesellschaft für Umwelt- und Humantoxikologie (DGUHT) e.V.
- seit 2001 Vorsitzender des Beirats der Studiengruppe Entwicklungsprobleme der Industriegesellschaft (STEIG) e.V.
- bis 2010: Vorsitzender und Gründer der Freunde der Würzburger Philharmoniker
- seit 2008: Vorsitzender des Hochschulrates der Hochschule für Musik Würzburg[20]
- seit 2009: Vorsitzender des Kulturforums Mainfranken
- Stellvertretender Vorsitzender der Stadtteilinitiative Unteres Frauenland[21]

## Dokumentationen
- Bürgerbeteiligung eingeschränkt! Baumann am Aktionstag am 24.05.20 in Bergrheinfeld, dem Endpunkt des Suedlink in Bayern, in einer deutlichen Rede Kritik am Planungssicherstellungsgesetz (PlanSiG) geübt.[22]
- Bundesbedarfsplangesetz ist europarechtswidrig - Netzentwicklungsplan soll vom Europäischen Gerichtshof geprüft werden. Online-Informationsabend mit Wolfgang Baumann 2021[23]

- Interview mit Rechtsanwalt Baumann: Bayrischer Verwaltungsgerichtshof hebt Bebauungsplan von Wackersdorf auf. Österreich 1 1989[24]

- Restrisiko oder Die Arroganz der Macht, Baumann auf dem zweiten WAA-Erörterungstermin 1989[25]

## Veröffentlichungen (Auswahl)
- mit Lorenz Jarass: Überdimensionierter Netzausbau behindert die Energiewende: Erforderliche Änderungen beim Netzentwicklungsplan Strom. 2020, ISBN 978-3-7504-7177-1
- Der Grundrechtsvorbehalt der „sozialadäquaten technisch-zivilisatorischen Risiken“ und der „exekutive Gestaltungsspielraum“ im Atomrecht. in: Juristenzeitung 37 (1982), Nr. 21, S. 749–755.
- Betroffen sein durch Großvorhaben – Überlegungen zum Rechtsschutz im Atomrecht. in: Bayerische Verwaltungsblätter, Heft 9/1982, S. 257–266 und Fortsetzung in Heft 10/1982, S. 292–298.
- Wolfgang Baumann (Hrsg. und Mitautor): Rechtsschutz für den Wald: Ökologische Orientierung des Rechts als Notwendigkeit der Überlebenssicherung. 1986,  ISBN 978-3-8114-3486-8
- Wolfgang Baumann, Alexander Roßnagel, Hubert Weinzierl (Hrsg.): Rechtsschutz für die Umwelt im vereinigten Deutschland. Ergon-Verlag 1992, ISBN 978-3-928034-19-7
- Wolfgang Baumann: Folgen reduzierten Rechtsschutzes bei der Planfeststellung von Infrastrukturvorhaben. in: Jan Ziekow (Hrsg.): Aktuelle Probleme des Luftverkehrs-, Planfeststellungs- und Umweltrechts 2012. Vorträge auf den Vierzehnten Speyerer Planungsrechtstagen und dem Speyerer Luftverkehrsrechtstag vom 7. bis 9. März 2012 an der Deutschen Hochschule für Verwaltungswissenschaften Speyer, Schriftenreihe der Universität Speyer, Band 219, 2013, S. 273–296, ISBN 978-3-428-14163-0